# Silvia Arlet
Silvia Arlet (Mendoza, Argentina) es una periodista argentina.

## Trayectoria
Es una periodista argentina que se ha desarrollado profesionalmente en España, tanto en la radio como en el medio televisivo.
Tras presentar el espacio-despertador de Radio Inter Ciudadana Kane, a finales de la década de 1970, y siguiendo el consejo de Carlos Faraco, fue fichada por Fernando González Delgado para la emergente Radio 3, junto con el realizador y locutor uruguayo Rodolfo Rodríguez Santarcieri, con el que ha formado pareja profesional a lo largo de casi toda su carrera. Desde entonces, ha presentado y dirigido diversos espacios en Radio Nacional de España. A comienzos de la década de 1980 presentó el informativo Hoy en España y desde 1983 Las mañanas de Radio 1 junto a Andrés Aberasturi.
Entre 1984 y 1987 presentó el espacio de actualidad Un país de sagitario de TVE.
Volvió a RNE en 1987 con otro espacio-despertador, España a las seis; y tras presentar el programa Mujeres de TVE en 1991, se hizo cargo del magacín Sabor a noche, junto a Manuel Vázquez Montalbán, en 1997.